# Thierry Breton
Thierry Breton (Parijs, 15 januari 1955) is een Frans politicus. Van 1 december 2019 tot 16 september 2024 was hij Europees commissaris voor de Interne Markt in de commissie van Ursula von der Leyen. Eerder was Breton onder meer professor aan de Harvard Business School, minister in het kabinet van Dominique de Villepin (2005-2007) en achtereenvolgens CEO van Thomson RCA (1997-2002) en France Télecom (2002-2005). Na zijn vertrek als minister was hij CEO van het Franse IT-bedrijf Atos (2008-2019).

## Biografie

### Minister van Economische Zaken, Financiën en Industrie (2005-2007)
In 2004 werd de naam van Breton al verscheidende keren genoemd om Nicolas Sarkozy op te volgen als minister van Financiën. Na een korte ambtstermijn van Hervé Gaymard (2004-2005) werd hij op 24 februari 2005 alsnog aangesteld als minister van Economische Zaken, Financiën en Industrie in het kabinet van Dominique de Villepin. Het economische beleid van Breton was gericht op een hervorming van de publieke uitgaven om de schuldenlast van de Franse staat te reduceren. In juni 2005 stelde hij dat de Franse staat boven haar stand leefde. Met deze uitspraak refereerde Breton aan een uitspraak van de voormalige Franse premier Raymond Barre uit 1976. Om de Franse uitgaven terug te brengen stelde hij een commissie in onder leiding van Michel Péberau.
Bij zijn aantreden stelde Breton zich tot doel om het begrotingstekort terug te dringen tot onder de Europese 3%-grens. In 2005 was het begrotingstekort 2.9% van het BBP. Een jaar later was dit tekort verder teruggedrongen tot 2.5% van het BBP. Naast het begrotingstekort werd de werkgelegenheid gedurende de ambtstermijn van Breton ook gestimuleerd. In februari 2007 was 8.4% van de Franse beroepsbevolking werkloos. Een lager percentage was sinds juni 1983 niet meer voorgekomen.
Met het aflopen van de vijfjarige termijn van Jacques Chirac als president in 2007 maakte ook de regering van premier Dominique de Villepin plaats. Breton droeg op 18 mei 2007 het stokje over aan Jean-Louis Borloo.

### Andere functies
- Asian Development Bank - Ex-officio-lid (2005-2007)
- Europese Bank voor Wederopbouw en Ontwikkeling - Ex-officio-lid (2005-2007)
- Europese Investeringsbank - Ex-officio-lid (2005-2007)
- Internationaal Monetair Fonds - Ex-officio-lid (2005-2007)

Josep Borrell · 
Thierry Breton (tot 16 september 2024) · 
Helena Dalli · 
Valdis Dombrovskis · 
Elisa Ferreira · 
Marija Gabriel (tot 15 mei 2023) · 
Paolo Gentiloni ·  
Johannes Hahn · 
Iliana Ivanova (vanaf 19 september 2023) · 
Ylva Johansson · 
Věra Jourová · 
Wopke Hoekstra (vanaf 5 oktober 2023) · 
Phil Hogan (tot 26 augustus 2020) · 
Stella Kyriakidou · 
Janez Lenarčič · 
Ursula von der Leyen · 
Mairead McGuinness (vanaf 12 oktober 2020) · 
Didier Reynders · 
Margarítis Schinás · 
Nicolas Schmit · 
Maroš Šefčovič · 
Kadri Simson · 
Virginijus Sinkevičius · 
Dubravka Šuica · 
Frans Timmermans (tot 22 augustus 2023) ·   
Jutta Urpilainen · 
Adina-Ioana Vălean · 
Olivér Várhelyi · 
Margrethe Vestager · 
Janusz Wojciechowski
- Bibsys: 90149949
- Biblioteca Nacional de España: XX910951
- Bibliothèque nationale de France: cb120150701 (data)
- CiNii: DA09146479
- Gemeinsame Normdatei: 171181689
- International Standard Name Identifier: 0000 0001 1572 1255
- Library of Congress Control Number: n85038144
- Bibliotheek van het Japanse parlement: 00434310
- Nationale Bibliotheek van Tsjechië: xx0099059
- Nationale bibliotheek van Australië: 49683017
- Nationale Bibliotheek van Israël: 987007406057505171
- Nationale en Universitaire bibliotheek Zagreb: 000167909
- Nederlandse Thesaurus van Auteursnamen: 071258787
- Réseau des bibliothèques de Suisse occidentale: 02-A003041938
- Istituto Centrale per il Catalogo Unico: MILV138572
- Système universitaire de documentation: 028283031
- Virtual International Authority File: 61557418
- WorldCat: E39PBJvXgbBqj3G83P8fV3k4bd